# نيكو بورشيه
نيكو بورشيه (بالألمانية: Nico Burchert)‏ (24 يونيو 1987 ببرلين في ألمانيا - ) هو لاعب كرة قدم ألماني في مركز حراسة المرمى. لعب مع بادربورن 07 وHertha BSC II ‏.

## روابط خارجية
- نيكو بورشيه على موقع قاعدة بيانات كرة القدم.إي يو (الإنجليزية)
- نيكو بورشيه على موقع بيانات كرة القدم. دي إي (الألمانية)
- نيكو بورشيه على موقع عالم كرة القدم.نت (الإنجليزية)
- نيكو بورشيه على موقع AS.com (الإسبانية)